# Blonde Ice
Blonde Ice is een Amerikaanse film noir uit 1948 onder regie van Jack Bernhard. De film is gebaseerd op de roman Once Too Often (1938) van de Amerikaanse auteur Whitman Chambers.

## Verhaal
Claire Cummings is een verslaggeefster die alles doet voor een primeur. Zij slaagt erin de krantenkoppen te beheersen door een reeks rijke mannen te huwen, die allemaal omkomen in geheimzinnige omstandigheden. Om de verdenking van zichzelf af te wenden wil Claire haar ex-vriend Les Burns voor de moorden laten opdraaien.

## Rolverdeling
| Acteur         | Personage                |
| -------------- | ------------------------ |
| Robert Paige   | Les Burns                |
| Leslie Brooks  | Claire Cummings Hanneman |
| Russ Vincent   | Blackie Talon            |
| Michael Whalen | Stanley Mason            |
| James Griffith | Al Herrick               |
| Emory Parnell  | Bill Murdock             |
| Walter Sande   | Hack Doyle               |
| John Holland   | Carl Hanneman            |
| Mildred Coles  | June Taylor              |
| Selmer Jackson | Ed Chalmers              |
| David Leonard  | Dr. Geoffrey Kippinger   |
| Jack Del Rio   | Roberts                  |